# Len przeczyszczający
Len przeczyszczający (Linum catharticum L.) – gatunek roślin należący do rodziny lnowatych. Występuje w stanie dzikim w prawie całej Europie, w Maroku, w rejonie Kaukazu i Iranu, na południu tylko w górach. W Polsce dość pospolity.

## Morfologia

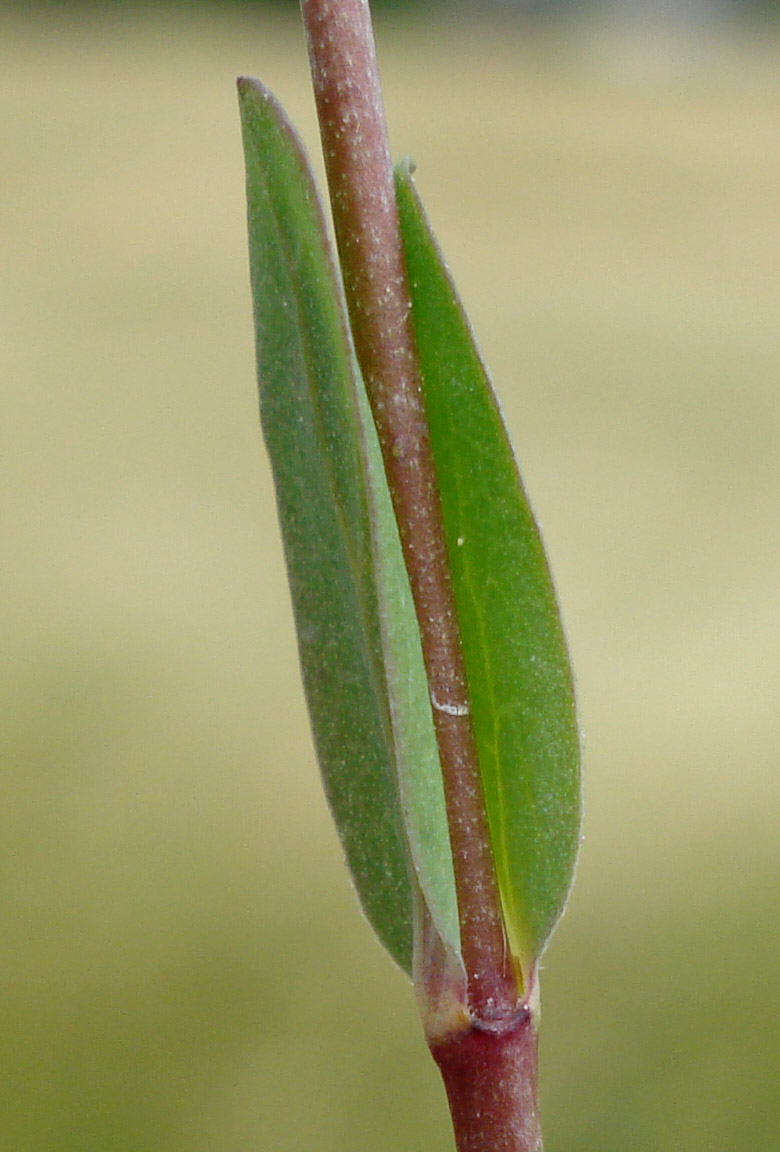

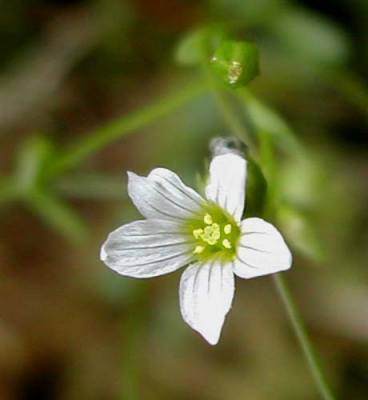
Kwiat

PokrójRoślina jednoroczna lub czasami dwuletnia 30–100 cm wysokości, naga.
ŁodygaWzniesiona, cienka, górą widlasto rozgałęziona.
LiścieUlistnienie nakrzyżległe, jajowatolancetowate. Dolne liście tępe, 1–3 nerwowe, górne słabo zaostrzone, 1-nerwowe.
KwiatyMałe (do 5 mm długości), białe z żółtą plamą u nasady, na długich szypułkach zebrane w luźny kwiatostan. W stadium pąka zwisłe. Działki kielicha jajowate z gruczołowatymi włoskami na brzegach, płatki korony deltoidowatowrzecionowate, znamię słupka pałeczkowate. Kwitnie od czerwca do sierpnia.
OwocO długości 2–2,5 mm. Szypułki owocu wyprostowane.

## Biologia i ekologia
Roślina trującaNasiona są lekko trujące.
BiotopŁąki, wygony, wrzosowiska, torfowiska. W górach występuje aż po piętro kosodrzewiny. Hemikryptofit.

## Zastosowanie
- Roślina lecznicza: niegdyś używana w lecznictwie jako środek przeczyszczający i przeciw pasożytom wewnętrznym.